# Aglais maculomissa
Aglais maculomissa är en fjärilsart som beskrevs av Goodson 1959. Aglais maculomissa ingår i släktet Aglais och familjen praktfjärilar. Inga underarter finns listade i Catalogue of Life.